# El Campillo (Castela e Leão)
El Campillo é um município da Espanha na província de Valladolid, comunidade autónoma de Castela e Leão, com população de 245 habitantes (2007).
1. ↑  «Cifras oficiales de población resultantes de la revisión del Padrón municipal a 1 de enero» (ZIP). www.ine.es (em espanhol). Instituto Nacional de Estatística de Espanha. Consultado em 19 de abril de 2022